# یوزو ناکامورا
یوزو ناکامورا (انگلیسی: Yūzo Nakamura; ۲۴ آوریل ۱۹۴۲ – ۲۰ ژوئیهٔ ۲۰۱۰) بازیکن والیبال اهل ژاپن بود.